# Trionfo di san Giorgio
Il Trionfo di san Giorgio è un dipinto tempera su tavola (141x360 cm) di Vittore Carpaccio, datato 1502 e conservato nella Scuola di San Giorgio degli Schiavoni a Venezia.

## Storia
Carpaccio, al culmine della propria carriera, venne chiamato dalla Scuola "minore" degli Schiavoni, cioè dei Dalmati residenti o di passaggio a Venezia, per dipingere un ciclo di sette teleri sulle storie dei santi protettori della confraternita (Giorgio, Girolamo e Trifone) a cui si aggiunsero altre due tele fuori della serie con Storie evangeliche. Il lavoro per gli Schiavoni iniziò nel 1502 e terminò nel 1507.
Del Trionfo resta anche un disegno preparatorio al Gabinetto dei Disegni e delle Stampe degli Uffizi di Firenze.

## Descrizione e stile

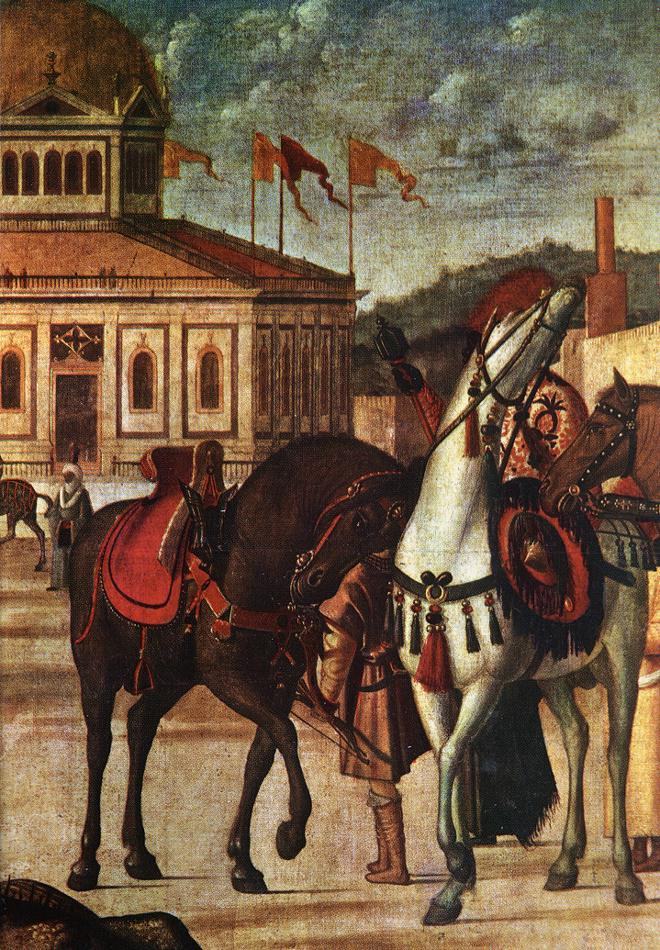
Dettaglio

La tela mostra il secondo di tre episodi legati alle storie di san Giorgio: gli altri due sono San Giorgio e il drago e il Battesimo dei seleniti. 
Dopo aver sconfitto il drago e liberato la principessa, il cavaliere Giorgio viene accolto nella città di Selene di Libia, dove i regnanti gli tributano grandi onori. La scena mostra Giorgio che ha condotto il drago ammansito, con la lancia spezzata ancora in gola, nella città, ed alza la spada per decapitarlo definitivamente. Ai lati, i seleniti, nei loro esotici abiti e con le sfarzose bardature dei loro cavalli, formano due quinte piene di colore alla scena. Dietro campeggia la città di Selene, con un grande edificio a pianta centrale e una serie di monumenti dal sapore esotico, acconciati però alla veneziana, come dimostrano le strutture geometriche delle decorazioni. Dai balconi si affaccia la popolazione, che assiste attenta e curiosa alla scena. Più lontano si intravedono le colline digradanti, schiarite dalla foschia, sullo sfondo di un cielo azzurrino variegato da leggere nubi. 
Luce dorata e colore denso garantiscono l'unificazione di tutti gli elementi, creando quella particolare sensazione atmosferica che fa percepire l'"aria" nel dipinto.

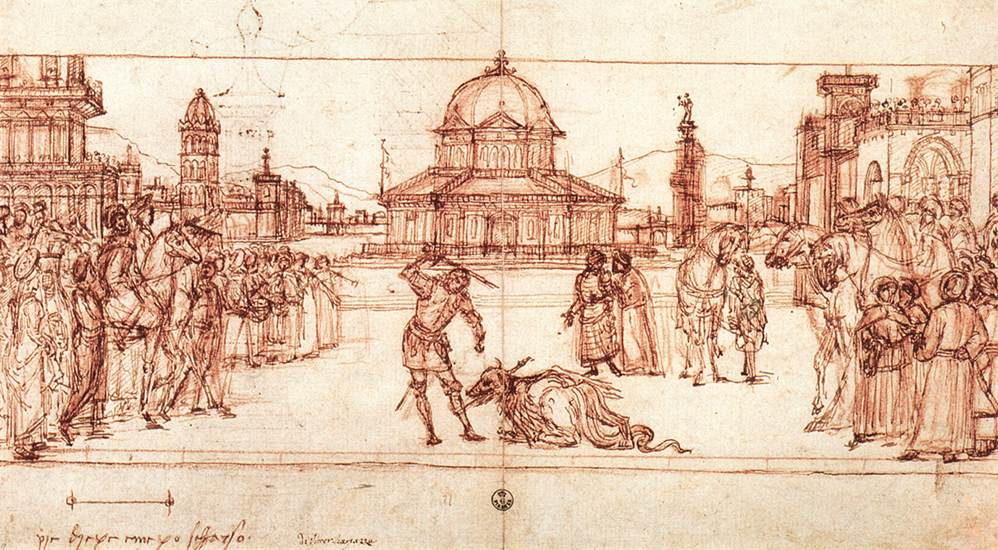
Il disegno preparatorio